# Appendix testis
Appendix testis (Morgagnis hydatid) är en embryologisk rest av den Müllerska gången och sitter mellan testikeln och bitestikeln. Den är olika väl tillbakabildad hos olika män och vid torsion av Morgagnis hydatid, det vill säga att den vrider sig, uppstår symptom såsom smärtor, ömhet och svullnad i pungen. 